# العلاقات النيجرية الكورية الشمالية
العلاقات النيجرية الكورية الشمالية هي العلاقات الثنائية التي تجمع بين النيجر وكوريا الشمالية.

## مقارنة بين البلدين
هذه مقارنة عامة ومرجعية للدولتين:
| وجه المقارنة                                              | النيجر          | كوريا الشمالية                        |
| --------------------------------------------------------- | --------------- | ------------------------------------- |
| المساحة (كم2)                                             | 1.27 مليون      | 120.54 ألف                            |
| عدد السكان (نسمة)                                         | 21.48 مليون     | 25.49 مليون                           |
| الكثافة السكانية (ن./كم²)                                 | 16.91           | 211.47                                |
| العاصمة                                                   | نيامي           | بيونغيانغ                             |
| اللغة الرسمية                                             | لغة فرنسية      | لغة كوريا الشمالية القياسية ‏          |
| العملة                                                    | فرنك غرب أفريقي | وون كوري شمالي                        |
| الناتج المحلي الإجمالي (بليون دولار)                      | 8.12 مليار      |                                       |
| الناتج المحلي الإجمالي (تعادل القوة الشرائية) بليون دولار | 19.01 مليار     |                                       |
| الناتج المحلي الإجمالي الاسمي للفرد دولار أمريكي          | 358             |                                       |
| الناتج المحلي الإجمالي للفرد دولار أمريكي                 | 938             |                                       |
| مؤشر التنمية البشرية                                      | 0.348           |                                       |
| رمز المكالمات الدولي                                      | +227            | +850                                  |
| رمز الإنترنت                                              | .ne             | .kp                                   |
| المنطقة الزمنية                                           | ت ع م+01:00     | ت ع م+08:30، ت ع م+08:30، ت ع م+09:00 |

## منظمات دولية مشتركة
يشترك البلدان في عضوية مجموعة من المنظمات الدولية، منها:
| علم المنظمة | اسم المنظمة              | تاريخ انضمام النيجر | تاريخ انضمام كوريا الشمالية |
| ----------- | ------------------------ | ------------------- | --------------------------- |
|             | يونسكو                   | 10 نوفمبر 1960      | 18 أكتوبر 1974              |
|             | الاتحاد البريدي العالمي  | ?                   | ?                           |
|             | الأمم المتحدة            | 20 سبتمبر 1960      | 17 سبتمبر 1991              |
|             | الاتحاد الدولي للاتصالات | 14 نوفمبر 1960      | ?                           |

## وصلات خارجية
- موقع وزارة الخارجية الكورية الشمالية